# Courtland C. Matson
Courtland Cushing Matson (* 25. April 1841 in Brookville, Franklin County, Indiana; † 4. September 1915 in Chicago, Illinois) war ein US-amerikanischer Politiker. Zwischen 1881 und 1889 vertrat er den Bundesstaat Indiana im US-Repräsentantenhaus.

## Werdegang
Courtland Matson besuchte bis 1862 die Indiana Asbury University, aus der später die DePauw University hervorging. Während des Bürgerkrieges stieg er im Heer der Union vom einfachen Soldaten bis zum Oberst auf. Nach einem anschließenden Jurastudium und seiner Zulassung als Rechtsanwalt begann er in Greencastle in diesem Beruf zu arbeiten. In den folgenden Jahren wurde er drei Mal zum Bezirksstaatsanwalt im dortigen Putnam County gewählt.
Politisch war Matson Mitglied der Demokratischen Partei. Im Jahr 1878 fungierte er als deren regionaler Parteivorsitzender für Indiana. Bei den Kongresswahlen des Jahres 1880 wurde er im fünften Wahlbezirk von Indiana in das US-Repräsentantenhaus in Washington, D.C. gewählt, wo er am 4. März 1881 die Nachfolge des Republikaners Thomas M. Browne antrat. Nach drei Wiederwahlen konnte er bis zum 3. März 1889 vier Legislaturperioden im Kongress absolvieren. Von 1883 bis 1889 war er Vorsitzender des Ausschusses, der sich mit Invaliditätsrenten befasste.
1888 verzichtete Matson auf eine weitere Kongresskandidatur. Stattdessen bewarb er sich um das Amt des Gouverneurs von Indiana, unterlag aber dem Republikaner Alvin Peterson Hovey mit etwas mehr als 2000 Stimmen Rückstand. In den folgenden Jahren praktizierte er wieder als Anwalt in Greencastle. Zwischen 1909 und 1913 war er Mitglied der staatlichen Steuerkommission. Courtland Matson starb am 4. September 1915 in Chicago und wurde in Greencastle beigesetzt.